# Torekovs församling
Torekovs församling är en församling i Bjäre-Kulla kontrakt i Lunds stift och Båstads kommun. Församlingen ingår i Västra Bjäre pastorat.

## Administrativ historik
Församlingen har medeltida ursprung.
Församlingen var åtminstone från 1560 till 1 maj 1860 annexförsamling i pastoratet Båstad och Torekov. Från 1 maj 1860 till 2010 var den annexförsamling i pastoratet (Västra) Karup och Torekov som från 1962 även omfattade Hovs församling och som från före 2003 benämndes Västra Bjäre pastorat. Församlingen ingår sedan 2010 i Västra Bjäre pastorat som även omfattar Västra Karup-Hovs församling.

## Organister och klockare
| Verksam   | Namn           | Levnadstid | Övrigt    |
| --------- | -------------- | ---------- | --------- |
| 1711-1729 | Erik Ström     |            | Organist. |
| 1736-1772 | Nils Ström     | 1711-1772  | Organist. |
| 1774-1778 | Sven Malmström |            | Organist. |
| 1779-1801 | Nordberg       |            | Organist. |

## Kyrkor
- Torekovs kyrka